# 警察授業
『警察授業』（韓国語：경찰수업）は2021年8月9日から2021年10月5日までKBS2で放送されていた大韓民国のテレビドラマである。
日本では衛星劇場にて同年12月24日より放送される。

## あらすじ
賢い頭で全ての問題を解決する元ハッカーで犯罪者の学生が、警察学校で教授と生徒として出会い、協力して捜査を行うドタバタキャンパス物語。

## 出演

### 主要人物
カン・ソンホ：ジニョン（B1A4）
ハッキングの現行犯から警察大学の新入生になった。
ユ・ドンマン：チャ・テヒョン
捜査1課のベテラン刑事で警察大学の教授。
オ・ガンヒ：クリスタル（f(x)）
警察の夢を叶えるため休まずに走ってきた警察学校の新入生。ソンホの初恋の相手。

## 視聴率
| 2021年 | 2021年  | 2021年    | 2021年    |
| 回数   | 放送日  | AGB視聴率 | AGB視聴率 |
| 回数   | 放送日  | 韓国      | ソウル    |
| ------ | ------- | --------- | --------- |
| 第1回  | 8月9日  | 5.2%      | 5.2%      |
| 第2回  | 8月10日 | 6.5%      | 6.3%      |
| 第3回  | 8月16日 | 6.8%      | 7.2%      |
| 第4回  | 8月17日 | 8.5%      | 8.4%      |
| 第5回  | 8月23日 | 6.9%      | 6.9%      |
| 第6回  | 8月24日 | 8.3%      | 8.3%      |
| 第7回  | 8月30日 | 6.7%      | 6.3%      |
| 第8回  | 8月31日 | 7.1%      | 7.0%      |
| 第9回  | 9月6日  | 6.1%      | 6.3%      |
| 第10回 | 9月7日  | 6.9%      | 7.0%      |
| 第11回 | 9月13日 | 5.5%      | 5.3%      |
| 第12回 | 9月14日 | 6.5%      | 6.6%      |
| 第13回 | 9月27日 | 5.4%      | 5.0%      |
| 第14回 | 9月28日 | 6.0%      | 6.2%      |
| 第15回 | 10月4日 | 5.5%      | 5.2%      |
| 第16回 | 10月5日 | 6.3%      | 6.4%      |